# Myrmotherula iheringi
El hormiguerito de Ihering (Myrmotherula iheringi) es una especie de ave paseriforme de la familia Thamnophilidae perteneciente al numeroso género Myrmotherula. Es nativo del centro y suroeste de la cuenca amazónica en Sudamérica. 

## Distribución y hábitat
Se distribuye desde el sureste de Perú y extremo noroeste de Bolivia, por el suroeste y centro sur de la Amazonia brasileña. Ver más detalles en Subespecies. 
Esta especie es considerada poco común en su hábitat natural, el sotobosque de los bosques húmedos tropicales de terra firme del suroccidente de la Amazonia, por debajo de los 650 m de altitud. En Perú es encontrada casi exclusivamente en concentraciones de bambú.

## Descripción
Mide 9 cm de longitud. El plumaje del macho es gris con un babero negro en el mentón, la garganta y la parte superior del pecho; las coberteras de las alas son negras con puntos y dos barras blancas; la cola es corta y negra. La hembra presenta plumaje gris claro en las partes superiores y color ante con matices grisáceos en las partes inferiores, con las alas y la cola similares a las del macho.

## Sistemática

### Descripción original
La especie M. iheringi fue descrita por primera vez por la ornitóloga germano - brasileña Maria Emilie Snethlage en 1914 bajo el mismo nombre científico; localidad tipo «Boim, Pará, Brasil».

### Etimología
El nombre genérico femenino «Myrmotherula» es un diminutivo del género Myrmothera, del griego «murmos»: hormiga y «thēras»: cazador; significando «pequeño cazador de hormigas»; y el nombre de la especie «iheringi», conmemora al zoólogo y paleontólogo alemán Hermann von Ihering (1850-1930).

### Taxonomía
Integra el  llamado «complejo de hormigueritos grises», del cual también forman parte Myrmotherula axillaris, M. iheringi, M. minor, M. schisticolor, M. sunensis, M. menetriesii, M. longipennis, M. urosticta, M. behni, M. grisea, M. unicolor y M. snowi, a pesar de que este grupo posiblemente no sea monofilético.

### Subespecies
Según la clasificación del Congreso Ornitológico Internacional (IOC) (Versión 7.2, 2017) y Clements Checklist v.2016, se reconocen 3 subespecies, con su correspondiente distribución geográfica
- Myrmotherual iheringi heteroptera Todd, 1927 – suroeste de la Amazonia en Brasil (cabecera del río Juruá al este hasta el Madeira).
- Myrmotherual iheringi oreni Miranda, Aleixo, Whitney, Silveira, Guilherme, Santos & Schneider, 2013 – sureste de Perú (extremo sur de Ucayali, noreste de Cuzco, Madre de Dios, norte de Puno), suroeste de la Amazonia brasileña (al sur del río Purus en el este de Acre) y extremo noroeste de Bolivia (oeste de Pando).
- Myrmotherual iheringi iheringi Snethlage, 1914 – centro sur de la Amazonia brasileña (margen oeste del río Tapajós y a lo largo de las cuencas de los ríos Ji-Paraná y Roosevelt hacia el sur hasta Rondônia).

La especie Myrmotherula oreni fue recientemente descrita por Miranda et al. 2013, pero la misma no ha sido reconocida por el Comité de Clasificación de Sudamérica (SACC), que rechazó su reconocimiento en la Propuesta N° 618. En el mismo trabajo de Miranda et al. 2013 se propuso la elevación de la subespecie M. iheringi heteroptera al rango de especie, lo que fue rechazado en la misma Propuesta N° 618. Solamente el Comité Brasileño de Registros Ornitológicos (CBRO) reconoce a ambas como especies plenas, mientras las otras clasificaciones las tratan como subespecies.